# 메시에 59

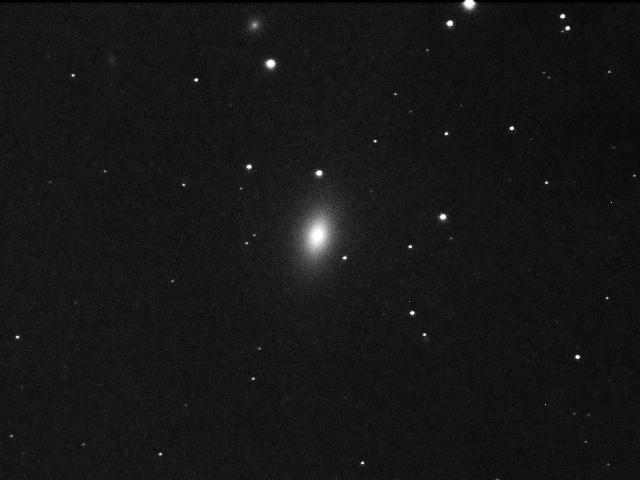
M59

M59(NGC 4621)는 처녀자리에 있는 타원 은하이다. 1779년 4월 11일 Johann Gottfried Koehler가 M60과 함께 발견하였으며, 4일 뒤 샤를 메시에가 메시에 천체 목록에 추가했다.
M59는 지구에서 약 6,000만 광년 떨어져 있으며, 시직경은 5.4 × 3.7분으로 후퇴 속도는 410±6km/s이다. 겉보기 등급은 +10.6 등급이고, M59는 처녀 자리 은하단에서 속한 은하이다.

## 같이 보기
- 메시에 천체 목록